# Шовхал-Берди
Шовхал-Берди (рос. Шовхал-Берды) — село у Ножай-Юртовському районі Чечні Російської Федерації.
Населення становить 840 осіб. Входить до складу муніципального утворення Шовхал-Бердинське сільське поселення.

## Історія
Згідно із законом від 20 лютого 2009 року органом місцевого самоврядування є Шовхал-Бердинське сільське поселення.

## Населення
| 1990 | 2002 | 2010 |
| ---- | ---- | ---- |
| 581  | ↗666 | ↗840 |